# Dimethylsulfit
Dimethylsulfit ist der Dimethylester der Schwefligen Säure. Dimethylsulfit ist das einfachste organische Sulfit und wird als Antioxidant in Polymeren eingesetzt.

## Gewinnung und Darstellung
Obwohl sich Dimethylsulfit formal von der Schwefligen Säure ableitet, wird es durch Reaktion von Thionylchlorid und Methanol hergestellt.
{\displaystyle \mathrm {OSCl_{2}+2\;CH_{3}OH\rightarrow OS(OCH_{3})_{2}+2\;HCl} }